# Дуарте Фрутос, Никанор
Оскар Никанор Дуарте Фрутос (исп. Óscar Nicanor Duarte Frutos, род. 11 октября 1956, Коронель-Овьедо, Каагуасу, Парагвай) — президент Парагвая с 15 августа 2003 до 15 августа 2008.
В 1974 Дуарте Фрутос получил учёную степень бакалавра наук и словесностей, в 1984 стал доктором права Католического университета Асунсьона, в 1989 — доктором Национального университета Асунсьона. Вступив в правящую партию Колорадо после падения режима Альфредо Стресснера, он стал министром образования и культуры в правительстве демократического президента Хуана Карлоса Васмоси Монти в августе 1993. В феврале 1997 из-за политических разногласий Дуарте Фрутос ушёл с министерского поста и создал новую партию Движение за перестройку Колорадо. В январе 2001 вернулся в Колорадо, (вновь министр образования с 2001 по 2003) 22 декабря 2002 стал кандидатом от неё на президентских выборах и 27 апреля 2003 победил на них, набрав 37,1 % голосов, став одиннадцатым президентом от Колорадо, сменив Луиса Анхеля Гонсалеса Макки.
Дуарте Фрутос проводил более левую политику, чем предыдущие правительства Парагвая в течение 60 лет, в частности, выступая против свободного торгового рынка и налаживая контакты с левыми правительствами в Латинской Америке.
Велась борьба с коррупцией в эшелонах власти, производилась их чистка, в частности был арестован и осуждён экс-президент Макки.
15 августа 2008 его сменил на посту президента представитель левых сил Фернандо Луго.